# Иония

Иония в правой части карты

Ио́ния (др.-греч. ἡ Ἰωνία, лат. Ionia) — область на западном побережье Малой Азии у Эгейского моря; в настоящее время территории, прилегающие к Измиру в Турции. Включает узкую полосу берега от Фокеи (у устья реки Хермус) до Милета (у устья реки Меандр), острова Хиос и Самос. Граничит с Эолией на севере, Лидией на востоке и Карией на юге. Основное население — ионийцы.

## Легенды об основании ионийских городов
По общегреческой легенде города Ионии основали выходцы с противоположного, западного берега Эгейского моря, чья история связана с легендарной историей ионийского племени Аттики. Утверждалось, что переселенцев с запада вели Нелей и Андрокл, сыновья последнего афинского царя Кодра. «Ионическое переселение», по легендам, произошло 140 годами позже окончания Троянской войны, что соответствует 60 годам после возвращения Гераклидов на Пелопоннес — дорийское завоевание, то есть конец второго тысячелетия до н. э.
Результаты последних исследований также подтверждают версию о том, что греки заселили Ионию достаточно поздно — после прихода дорийцев, и, следовательно, по прошествии эгейского периода. Единственными предметами эгейского времени, найденными в 1910 году на территории Ионии, в Милете, стали черепки, относящиеся к поздней минойской эпохе. Не менее значимо и то, что не все греческие переселенцы принадлежали к ионийскому племени. По свидетельству Геродота, поселенцы не только происходили из различных эллинских племён и городов, но и смешивались с местным населением.

### Название территории
В Азии греков именовали дериватами от «ионийский», например «йона» на пали или «йавана» на санскрите. Иосиф Флавий говорит о связи имени ионийцев с именем библейского Иавана, сына Иафета: «но от Иавана Иония и все греки происходят» (Древности иудейские I:6). В греческой мифологии Ион, считавшийся родоначальником ионийцев, был сыном Креусы (дочери Эрехтея); его отцом же был или муж Креусы Ксуф (по «Ээиям» (Каталогу женщин) Гесиода) или Аполлон (у Еврипида).

## География
В древности существовало двенадцать ионийских городов; по предположению Геродота (I.145), это устройство было заимствовано у ионийских городов, расположенных ранее в северной части Пелопоннеса, который впоследствии заняли ахейцы. В состав ионийских городов входили (перечисляя с юга на север): Милет, Миунт, Приена, Эфес, Колофон, Лебедос, Теос, Эрифры, Клазомены и Фокея. К Ионии относились острова Самос и Хиос. Смирна — колония, основанная эолийцами, была позже захвачена Колофоном, став ионийским городом, что произошло ещё до рождения Геродота (484 год до н. э.), хотя неизвестно, когда именно.
Ионийские города были связаны религиозно-культурным (не военно-политическим) союзом (ионийская лига); каждый год союзники участвовали в совместном празднестве, проходившем на северном склоне горы Микале в Панионийском святилище. Кроме того, раз в четыре года летом ионийцы и европейского и азиатского берегов собирались на острове Делос для поклонения в храме Аполлона Делосского.
Каждый город был практически полностью автономен, и хотя их объединяли общие политические интересы, они не составляли конфедерации, как, например, ахейцы или беотийцы. Предложение Фалеса Милетского объединиться в политический союз было отвергнуто (VI век до н. э.).

## История
В VI веке до н. э. Иония вошла в состав Лидии. Затем Лидия и Иония были поглощены державой Ахеменидов и выделены в отдельную сатрапию. В V в до н. э. вспыхнуло Ионийское восстание. Последним персидским сатрапом Лидии и Ионии был Спифридат. В IV в. до н. э. в Иония вошла в состав эллинистических государств (Македонии, государства Селевкидов и Пергамского царства). Во II в. до н. э. Иония была переименована в Азию и вошла в состав Древнего Рима. В IV веке Рим трансформировался в Византию. Спустя 1000 лет Иония вошла в состав Османской империи